# Reema Harrysingh-Carmona
Reema Harrysingh-Carmona (sinh ngày 22 tháng 11 năm 1970 tại Hoboken, New Jersey, Hoa Kỳ) là một nhà kinh tế người Trinidad và Tobago, từng là Đệ nhất phu nhân Trinidad và Tobago từ năm 2013 đến 2018. Bà là vợ của Tổng thống thứ năm của Cộng hòa, Anthony Carmona.

## Đầu đời
Reema Harrysingh Carmona sinh ra ở Hoboken, New Jersey. Bà là con gái của cha mẹ người Indo*Trinidadian, và học tại trường trung học RC và Iere của St. Brigid's Girls, cả hai đều ở Siparia, Trinidad và Tobago. Sau khi tốt nghiệp với chín cấp độ thông thường từ Hội đồng khảo thí Caribbean, bà di cư đến Canada, nơi bà học tại trường trung học Cairine Wilson, Ottawa và sau đó là Đại học Ottawa, nơi bà có bằng Cử nhân Khoa học Kinh tế. Bà và Tổng thống Carmona là cha mẹ của hai đứa con, Christian (sinh năm 1999) và Anura (sinh năm 2002). Lời thú nhận tôn giáo hoặc tín ngưỡng của cô là Ấn Độ giáo chính thống, mặc dù chồng bà là Tổng thống Anthony Carmona là một người theo Cơ đốc giáo Công giáo La Mã.
Cha bà, Cobee Harrysingh quá cố là một nhà thầu kỹ thuật đã nghỉ hưu trong khi mẹ bà là Savitri Seeteram-Harrysingh. 
Harrysingh-Carmona đã sống ở cả Hoa Kỳ và Canada trước khi chuyển đến Trinidad.

## Sự nghiệp
Sau 11 năm ở Canada, Harrysingh-Carmona trở về Trinidad và Tobago, nơi bà làm việc tại Tập đoàn Phát triển Cảng Công nghiệp Point Lisas (PLIPDECO) và Tập đoàn Phát triển Doanh nghiệp Nhỏ.

## Đệ nhất phu nhân
Harrysingh-Carmona là vợ của Ngài Anthony Carmona, tổng thống thứ năm của Cộng hòa Trinidad và Tobago. Họ kết hôn tại nhà thờ Công giáo La Davina Pastora ở miền nam Trinidad năm 1997. Công việc xã hội của bà bao gồm hỗ trợ cho Hiệp hội Tiểu đường, phòng chống béo phì ở trẻ em và Nhận thức về tự kỷ và các hoạt động khác.